# The Day of the Dog (film 1909)
The Day of the Dog è un cortometraggio muto del 1909. Il nome del regista non viene riportato nei credit del film.

## Trama
Secondo un proverbio, "ogni cane ha il suo giorno", ovvero la sua occasione. Anche per un operaio giunge questa occasione quando si trova davanti a due possibilità: potrebbe lasciar perire il suo boss in un incendio oppure salvarlo dalle fiamme. L'uomo decide di seguire i suoi buoni istinti e salva il suo nemico.

## Produzione
Il film fu prodotto dalla Lubin Manufacturing Company.

## Distribuzione
Distribuito dalla Lubin Manufacturing Company, il film - un cortometraggio della lunghezza di 226 metri - uscì nelle sale cinematografiche statunitensi il 22 marzo 1909. Nelle proiezioni, veniva programmato con il sistema dello split reel, accorpato in un'unica bobina con un altro cortometraggio prodotto dalla Lubin, il documentario Our Ice Supply; or, How'd You Like to Be the Iceman?.